# Ладжат (биосферный резерват)

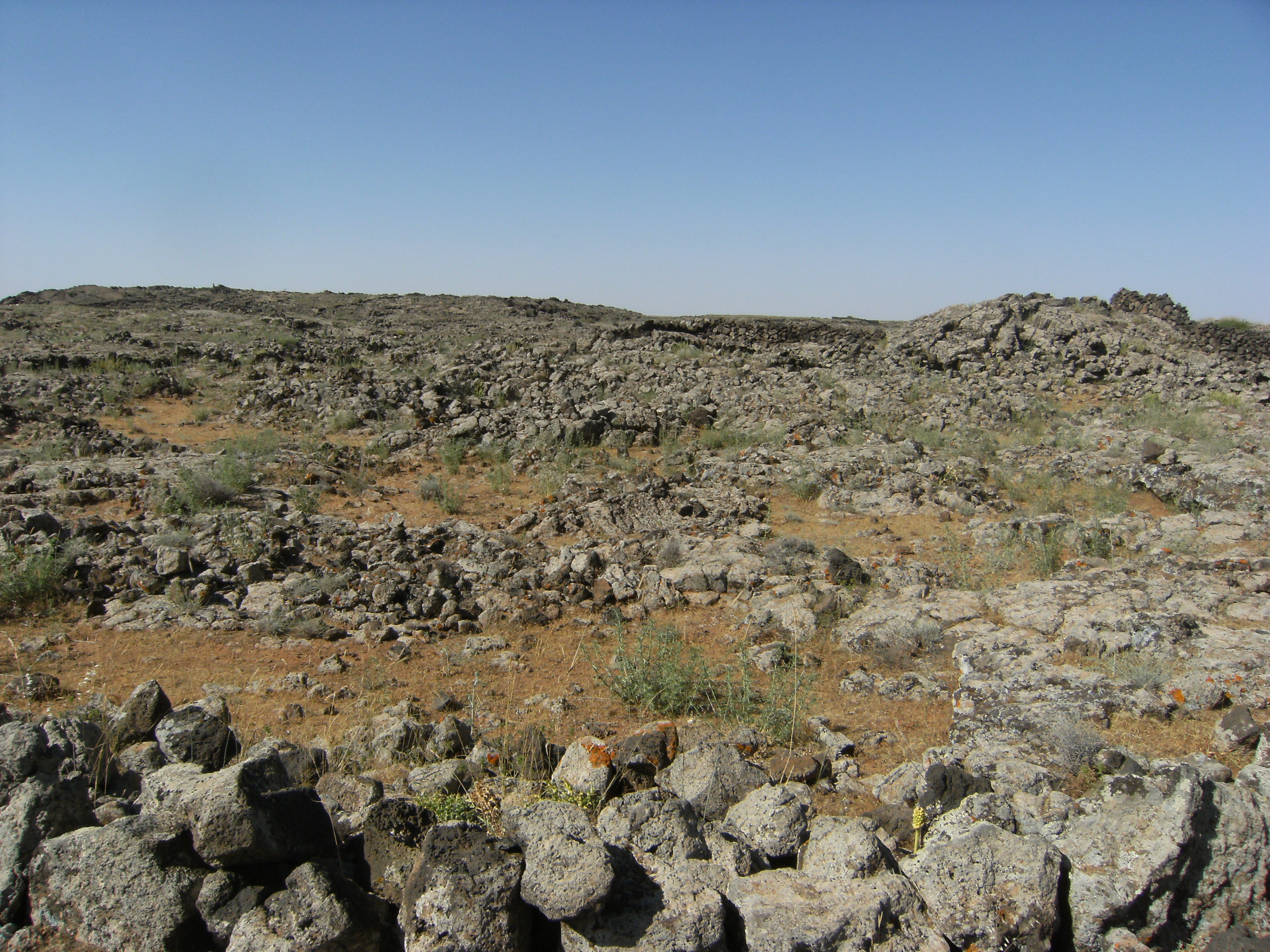
Биосферный резерват Ладжат

Эль-Ладжа́т (араб. اللجاة‎, произношение: [al-laʤa:t]) — биосферный резерват в Сирии. Резерват основан в 2009 году.

## Физико-географическая характеристика
Биосферный резерват Ладжат представляет собой вулканическое плато в провинции Эс-Сувейда в 60 км к югу от Дамаска. На плато расположены многочисленные базальтовые вулканические пики, а также подземные источники. В ряде мест возраст породы восходит к юрскому периоду, в таких местах водные потоки сформировали вади.
Высота над уровнем моря на территории резервата колеблется от 600 до 900 метров. Горы обращены к северу, в восточной части открываются плодородные равнины. С плато открываются панорамные виды на северную и западную части Сирии, в частности гору Хермон и равнины Хуран (Huraan).
В базе данных всемирной сети биосферных резерватов указаны следующие координаты заповедника: 32°59′41″ с. ш. 36°30′22″ в. д.. Согласно концепции зонирования резерватов общая площадь территории, которая составляет 120,38 км², разделена на три основные зоны: ядро — 20,31 км², буферная зона — 17,52 км² и зона сотрудничества — 82,55 км².

## Флора и фауна

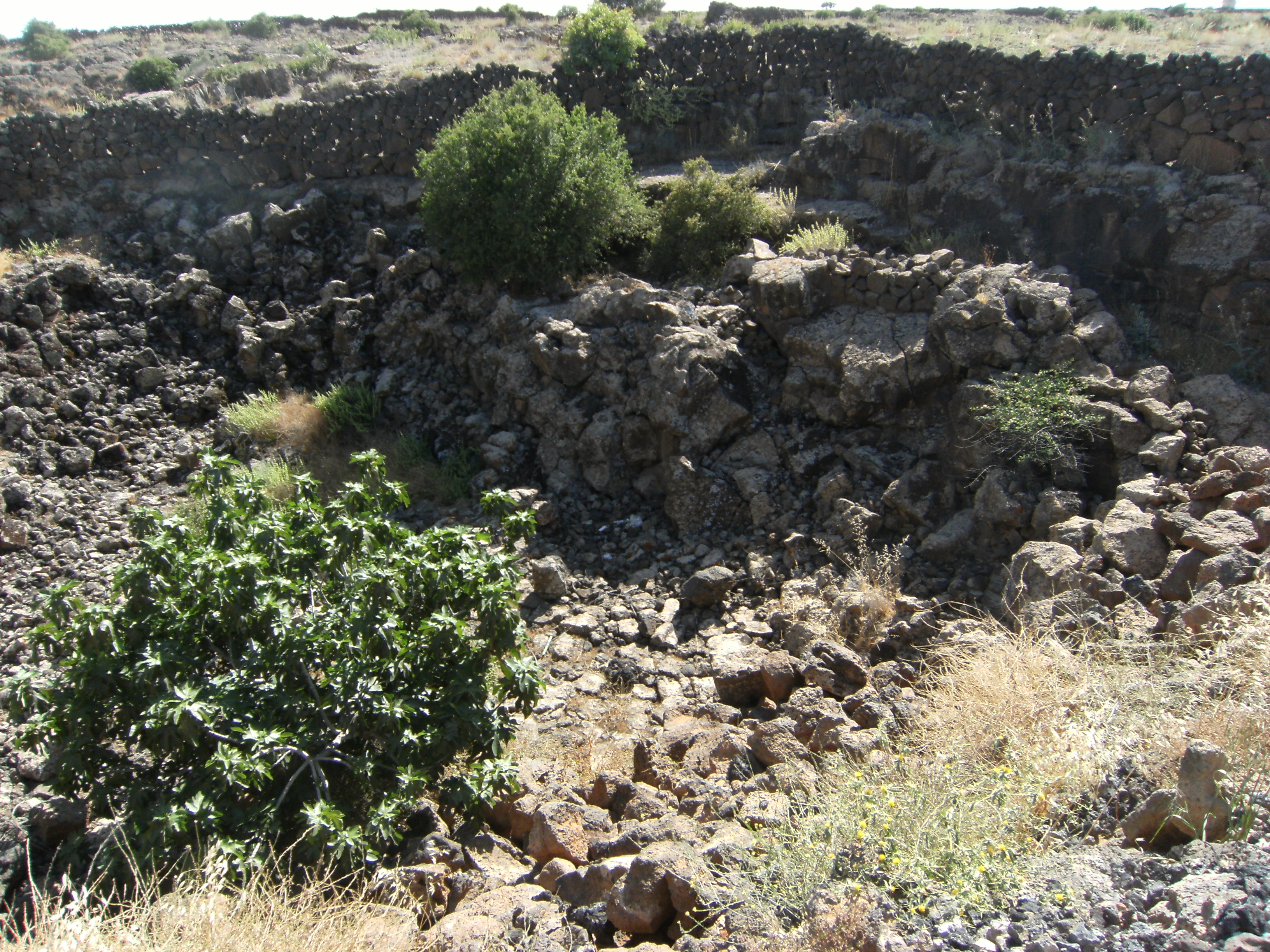
Биосферный резерват Ладжат

Резерват расположен на границе двух био-географических зон: умеренные прерии и горячие пустыни и полупустыни, что нашло отражения в животном и растительном мире региона. Флора в основном характеризуется средиземноморскими видами с элементами ирано-туранского фиторегиона.

## Взаимодействие с человеком
На территории резервата проживает около 16 с половиной тысяч человек. При этом в ядре резервата живёт менее 1 % (сезонные рабочие), а в буферной зоне — менее 4 %. Ядро резервата является природоохранной зоной, принадлежащей государству и охраняемой соответствующим декретом. Буферная зона, часть которой также охраняется декретом, а также законом о лесах, включает и частные земли (около 2 % от общей площади буферной зоны). Зона сотрудничества в основном является частной или муниципальной собственностью.
В зоне сотрудничества развито сельское хозяйство, среди выращиваемых видов фиги, гранаты, виноград, оливковые деревья, пальмовые деревья, пшеница, чеснок, лук. Как и биосферный резерват Эр-Рим в Катаре, Ладжат является своеобразным ботаническим садом растений, упомянутых в Коране.